# Kościół św. Anny w Augsburgu
Kościół św. Anny (niem. Pfarrkirche St. Anna) – luterańska świątynia znajdująca się w niemieckim mieście Augsburg, do czasów reformacji kościół klasztoru karmelitów.

## Historia
W 1275 karmelici kupili w Augsburgu budynek mieszkalny z gospodarstwem i na ich miejscu rozpoczęli zakładanie klasztoru. W 1321 rozpoczęto budowę kościoła p.w. Matki Bożej. W 1460 świątynia została zniszczona przez pożar, w latach 1487–1497 odbudowano ją w stylu późnogotyckim. W XV i XVI wieku powstały liczne kaplice, najmłodsza z nich, kaplica Fuggerów, pochodzi z lat 1508–1518. 
W 1523 przeor klasztoru Frosch, absolwent Uniwersytetu w Wittenberdze, zrezygnował ze stanowiska i przeszedł na protestantyzm, a dwa lata później wystąpił z zakonu i wziął ślub w kościele noszącym już wezwanie św. Anny. 25 grudnia 1525 udzielono tu pierwszej w historii protestantyzmu komunii świętej pod dwoma postaciami. Większość mnichów opuściła zabudowania klasztorne, w 1531 założono w nich protestancką szkołę łacińską. Gdy w 1534 rada miejska oficjalnie wprowadziła w mieście reformację, nabożeństwa przeniesiono do kościoła św. Maurycego, a kościół św. Anny przestał pełnić funkcje sakralne. Po przegranej wojsk luterańskich w I wojnie szmalkaldzkiej większość świątyń w mieście wróciła w ręce katolików, a kościół św. Anny został główną protestancką świątynią parafialną miasta. Pierwsze nabożeństwo odprawiono w 1548. W 1602 wieżę podwyższono i przebudowano według projektu Eliasa Holla.
8 sierpnia 1629 cesarz Ferdynand II Habsburg pozbawił zawodu wszystkich protestanckich kaznodziejów, kościół zamknięto, a nabożeństwa w następnych latach odprawiano pod gołym niebem. Równouprawnienie między katolikami i protestantami zapewnił w 1648 pokój westfalski kończący wojnę trzydziestoletnią, a świątynia wróciła do funkcji sakralnej. Corocznie od 1650, 8 sierpnia, dla uczczenia wydarzeń z 1629 odmawiane są tu modlitwy o pokój, a dzień ten zwany jest Augsburger Hohe Friedensfest. W 1731 i 1732 wspólnota, dzięki wstawiennictwu proboszcza Samuela Urlspergera, zapewniła opiekę protestantom wygnanym z terenów katolickiej archidiecezji Salzburga przez arcybiskupa Leopolda Antona von Firmiana. W latach 1747–1749 wnętrze kościoła przebudowano w stylu barokowym według projektu Johanna Andreasa Schneidmanna. W 1806 zamknięto zlokalizowany przy świątyni cmentarz.
Kościół został znacząco zniszczony podczas II wojny światowej, wskutek nalotów z 25 i 26 lutego 1944. Jego odbudowa trwała do 1952. W 1999 podpisano tu ekumeniczną wspólną deklarację o usprawiedliwieniu. W latach 2007–2014 kościół i dawny klasztor zostały poddane gruntownej renowacji, w 2012 otwarto Muzeum Lutherstiege, a w 2019 dwa dziedzińce udostępniono po zakończonym remoncie.

## Architektura i wyposażenie
Świątynia gotycko-barokowa, trójnawowa, o układzie bazylikowym. Barokowa wieża kościelna jest obrócona względem budynku kościoła pod kątem 45 stopni, by zredukować obciążenie generowane przez nią na sklepienie, na którym konstrukcja się wznosi. We wschodniej nawie bocznej ulokowano emporę. Nawę główną od prezbiterium oddziela lektorium. Po wojnie trzydziestoletniej dwie centralne arkady lektorium złączono w jedną, szeroką. Barokową sztukaterię zdobiącą wnętrze wykonał Johann Michael Feuchtmayer, a freski na sklepieniach – Johann Georg Bergmüller. Oparcia ławek są ruchome, by umożliwić wiernym obrócenie się w stronę ambony przed wysłuchaniem kazania. Ołtarz główny z 1898 reprezentuje styl neogotycki, jego predellę zdobi obraz Lucasa Cranacha starszego z lat 1531–1540. Cranach jest również autorem obrazów Marcina Lutra i elektora Jana Fryderyka I zawieszonych na ścianach prezbiterium. Współczesny ołtarz, zaprojektowany przez Susannę i Bernharda Lutzenbergerów, konsekrowano w 2013 i ustawiono na wysokości ambony, wykonanej przez Heinricha Eichlera w latach 1682–1683. W zachodniej części świątyni znajduje się kaplica braci Ulricha, Georga i Jakoba Fuggerów. Nad kaplicą znajduje się prospekt organowy z 1512 autorstwa Jana Behaima, w który wmontowane są 45-głosowe organy wykonane w latach 1977–1978 przez organmistrza Ekkeharda Simona. Na wieży kościoła zawieszone są cztery dzwony o tonach e', g' i a' i c", najmłodszy z nich odlano w 2011 w ludwisarni Bacherta. Prócz nich dwa dzwony o tonach es" i f" zawieszone są na wieżyczce sąsiadującej z kościołem kaplicy złotników.

## Galeria

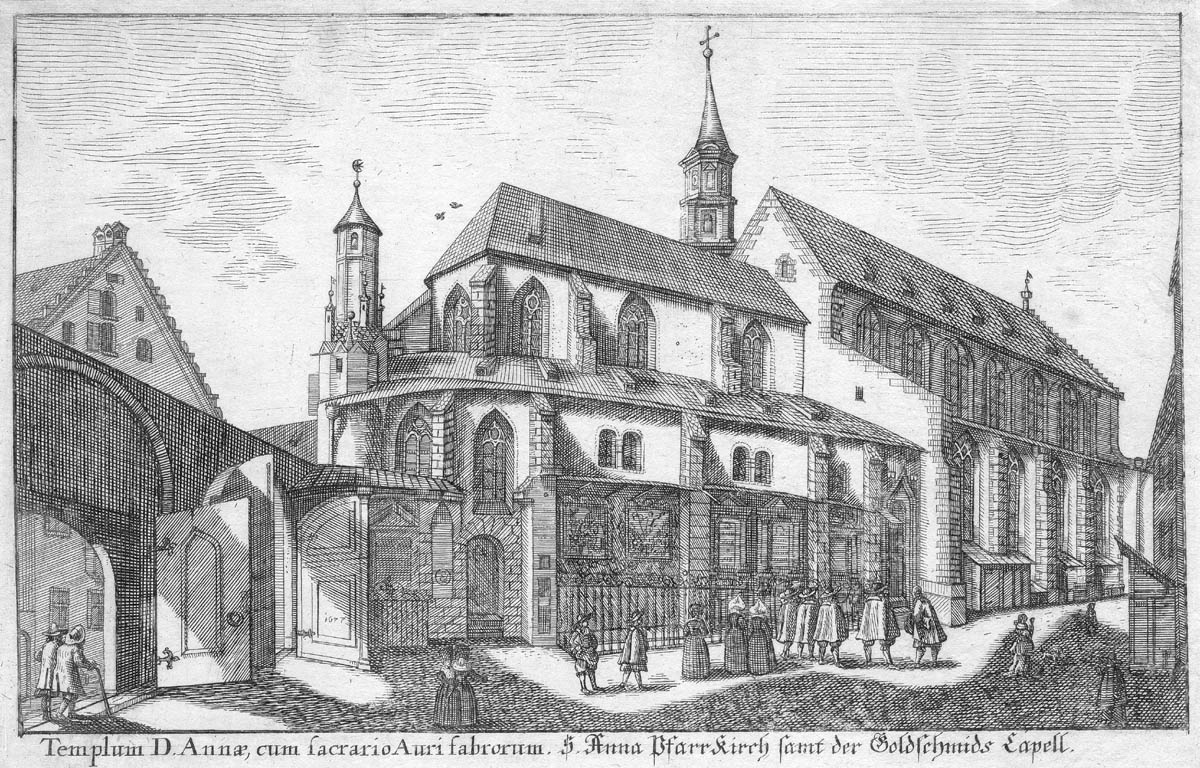
Widok w 1704
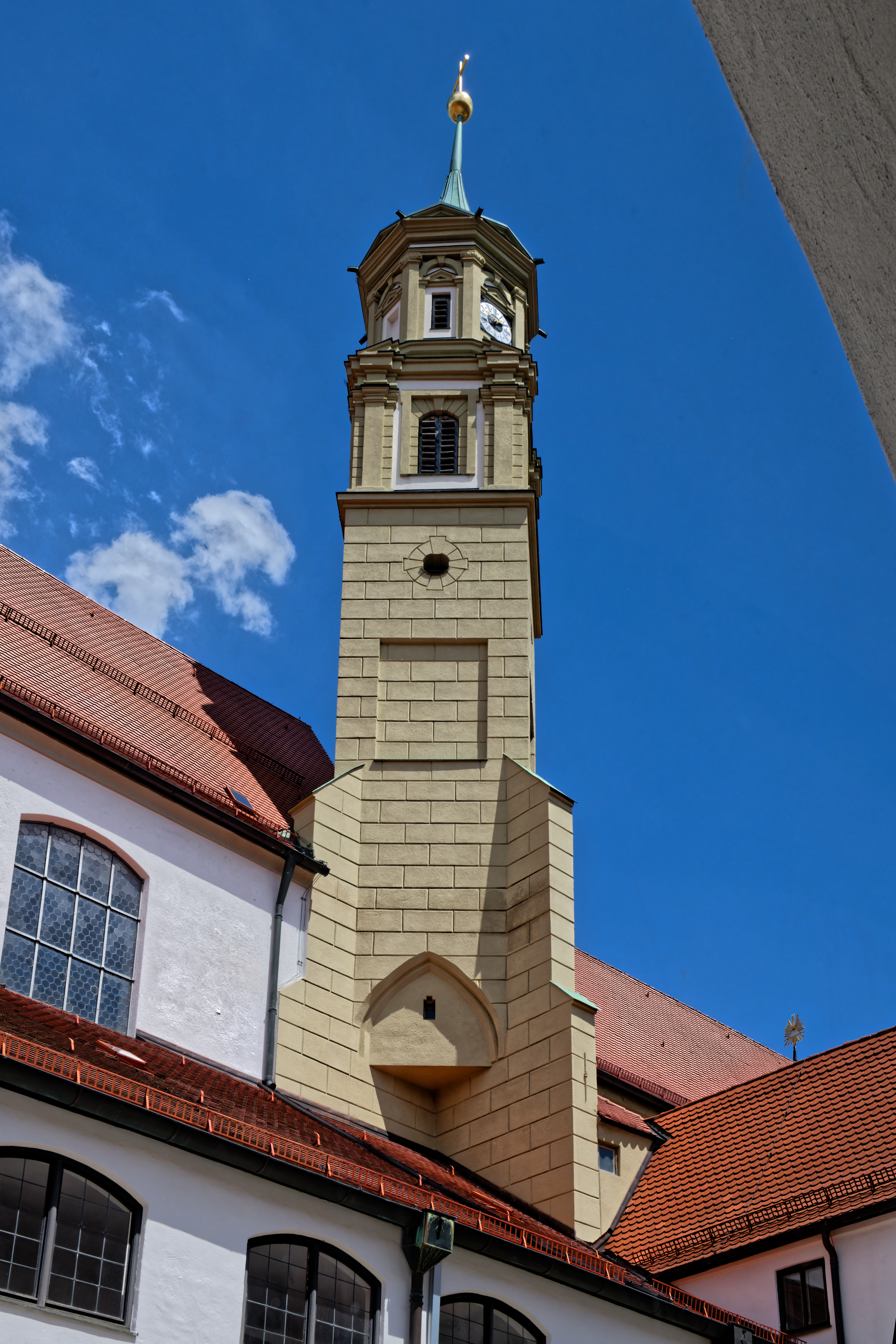
Wieża
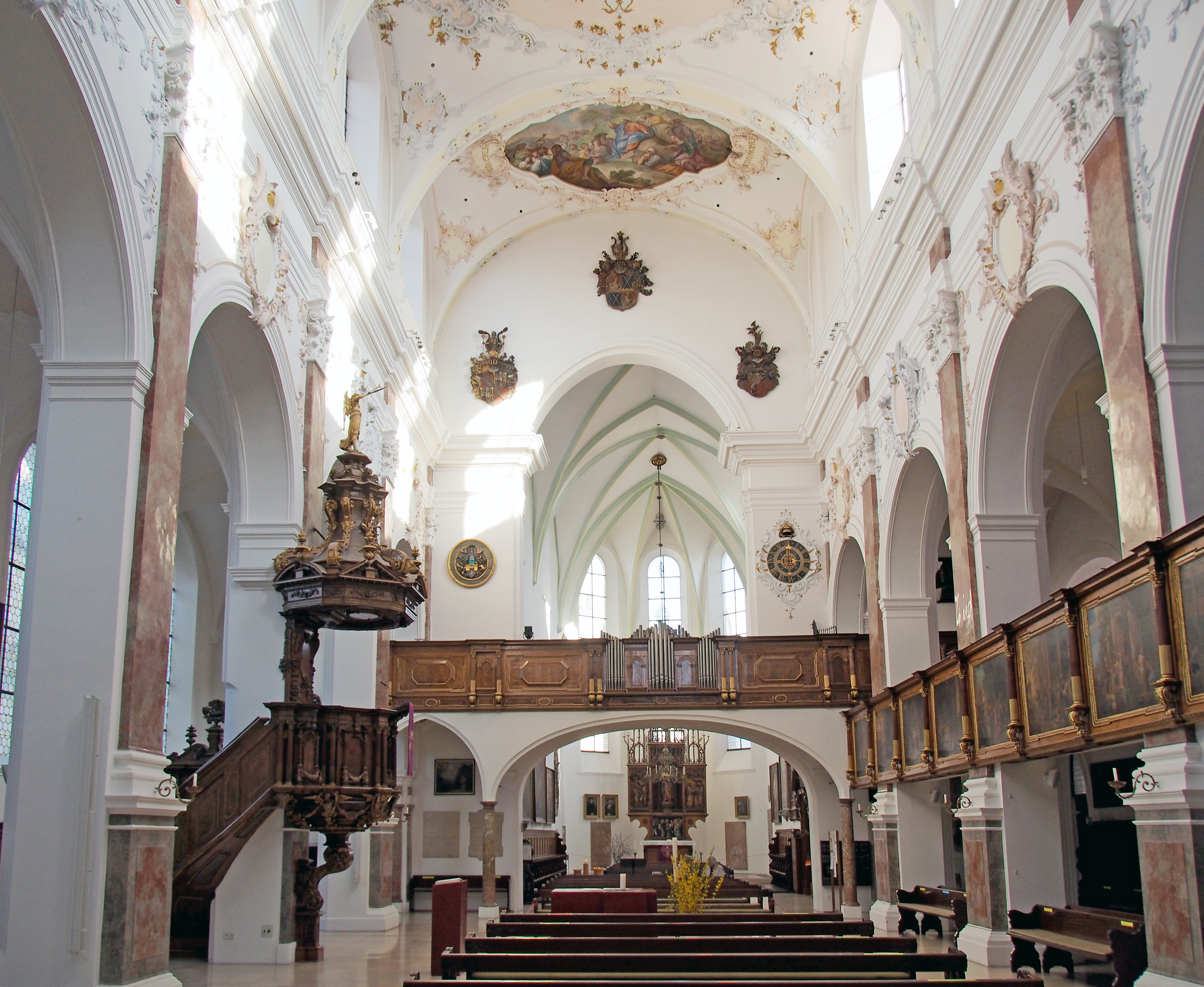
Wnętrze
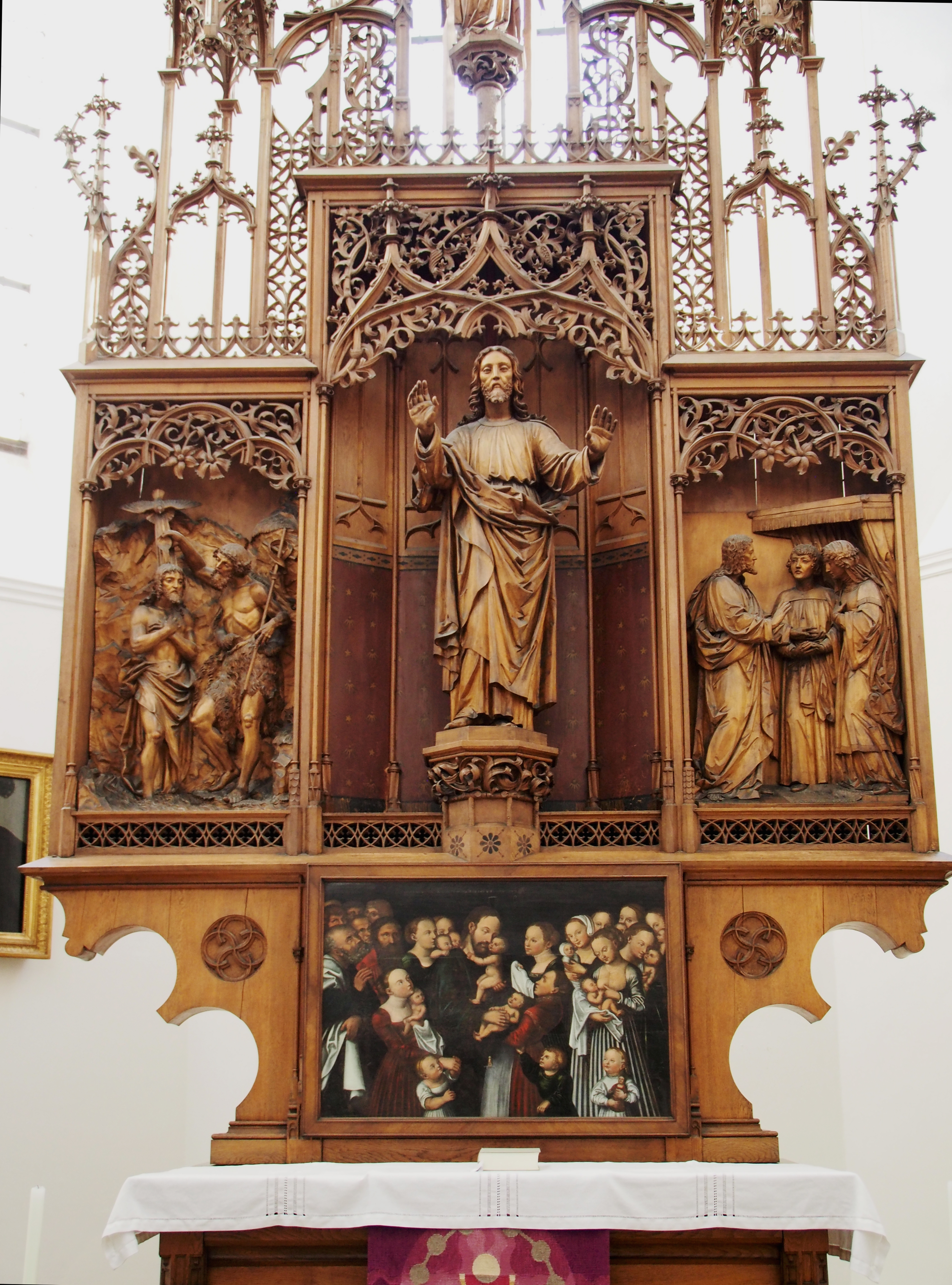
Neogotycki ołtarz główny
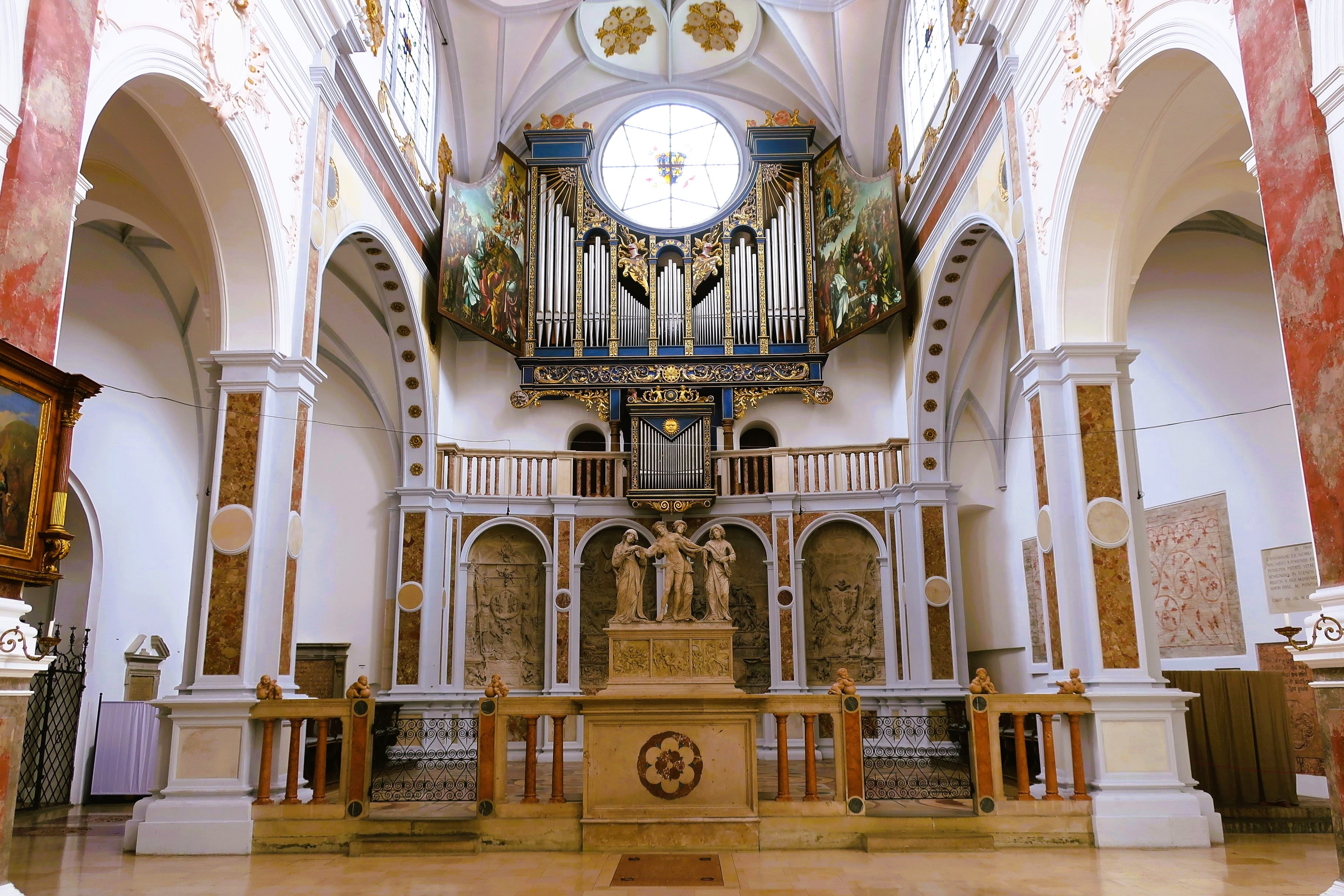
Kaplica Fuggerów i organy